# Cierń (film)
Cierń (ang. Splinter) – amerykański horror z 2008 roku.

## Opis fabuły[1]
Seth (Paulo Costanzo) i Polly (Jill Wagner) chcą spędzić romantyczną noc na biwaku w lesie. Jednak po drodze zostają sterroryzowani przez zbiegłego przestępcę Dennisa i jego partnerkę. Bandyci grożąc im bronią, zmuszają ich by jechali z nimi. Całą czwórka trafia na stację benzynową, której pracownik został zarażony przez dziwnego pasożyta. Pasożyt ten jest w stanie poruszać zwłoki ofiary i przenosić się na kolejnych nosicieli. Dziewczyna Dennisa zostaje zaatakowana, a pozostała trójka chroni się wewnątrz stacji i jest zmuszona połączyć siły, by stawić czoło niebezpieczeństwu.

## Obsada
- Jill Wagner: Polly Watt
- Paulo Costanzo: Seth Belzer
- Shea Whigham: Dennis Warrel
- Rachel Kerbs: Lacey Belisle